# Gliese 114.1 A
Gliese 114.1 A (GJ 9103 A) es una estrella en la constelación de Horologium.
Visualmente se localiza a poco menos de 2º al noreste de ζ Horologii pero, siendo su magnitud aparente +10,72, no es observable a simple vista.

## Situación y distancia
Gliese 114.1 A comparte el número de catálogo «Gliese 114.1» con Gliese 114.1 B, pero no existe relación física entre ambas estrellas.
Gliese 114.1 A es una estrella cercana, situada, de acuerdo a la reducción de los datos de paralaje de Hipparcos (77,19 ± 1,64 milisegundos de arco), a 42,2 ± 1,0 años luz del sistema solar.
Por el contrario, Gliese 114.1 B, con un paralaje de 9,11 milisegundos de arco, está unas 8 veces más alejada.
Las estrellas conocidas más cercanas a Gliese 114.1 A son GJ 1079 y Gliese 146, a 3,9 y 6,5 años luz respectivamente.

## Características
Gliese 114.1 A es una enana roja de tipo espectral M1.5, comparable a Lacaille 9352 y Gliese 205.
Mucho más tenue que el Sol, tiene una luminosidad bolométrica —que incluye la luz infrarroja emitida— equivalente al 3,0% de la luminosidad solar.
Su temperatura efectiva es de 3428 ± 50 K.
Con un radio equivalente al 51% del radio solar, gira sobre sí misma con una velocidad de rotación proyectada de 1,8 km/s, lo que conlleva que su período de rotación no supera los 14,2 días.
Presenta un contenido metálico —entendiendo por metales aquellos elementos más pesados que el helio— inferior al del Sol en casi un 40%, siendo su índice de metalicidad [M/H] = -0,24.